# Salim Group
Salim Group — второй по величине частный многопрофильный конгломерат Индонезии (после Astra International). Основные интересы группы сосредоточены в сельском хозяйстве, пищевой промышленности, розничной торговле и ресторанном бизнесе. Основным владельцем Salim Group является миллиардер китайского происхождения Энтони Салим — сын основателя группы Судоно Салима.    

## История

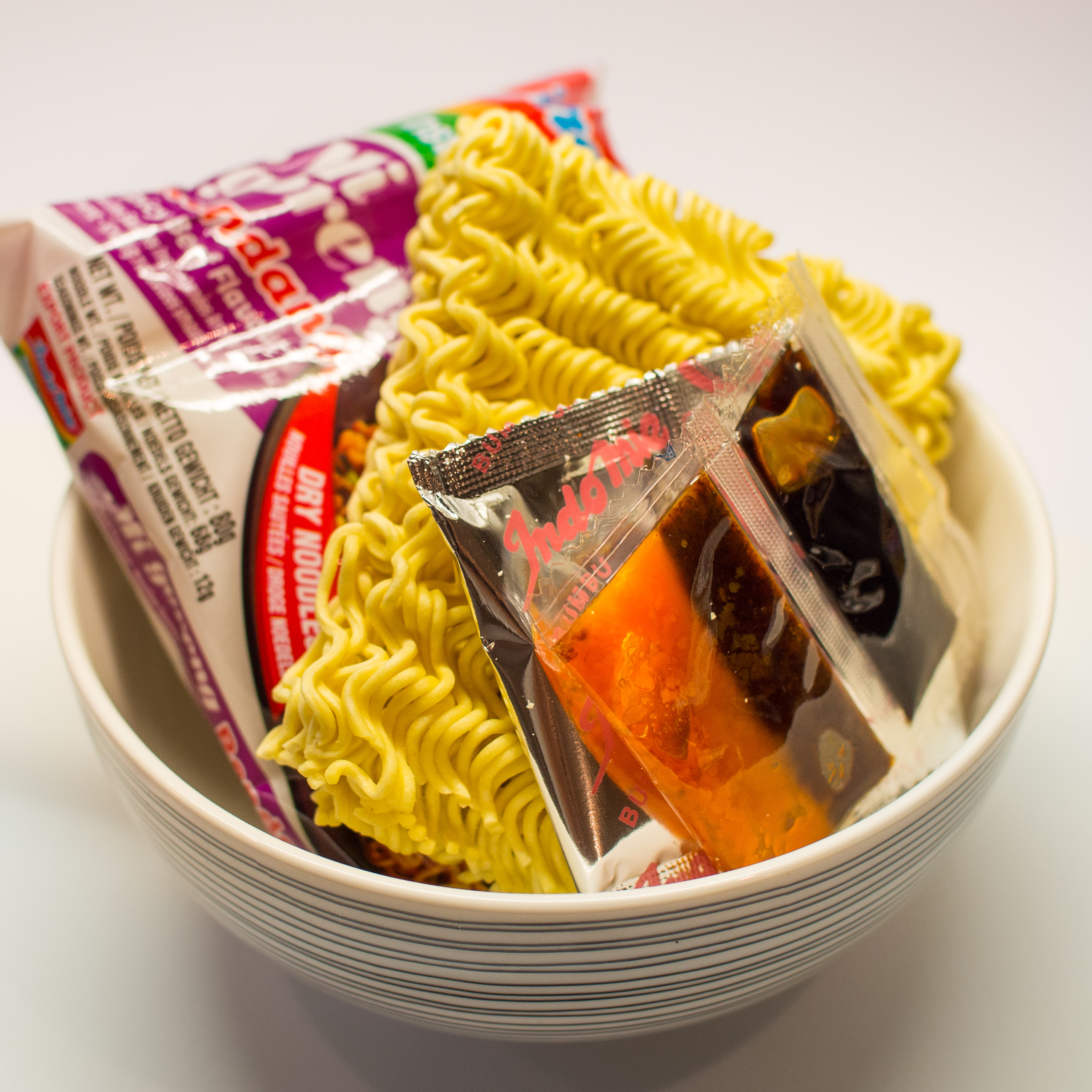
Лапша быстрого приготовления Indomie

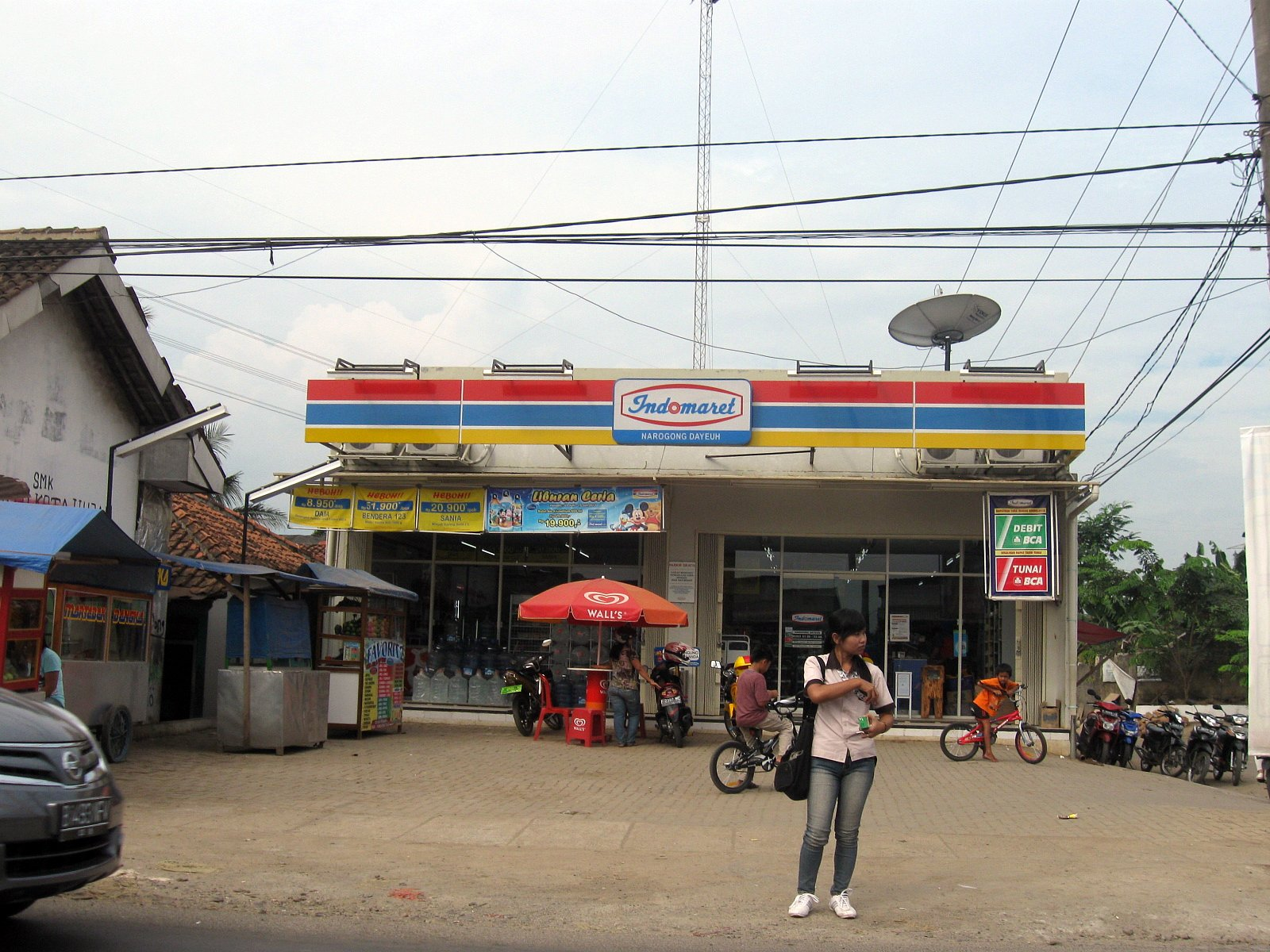
Мини-маркет Indomaret

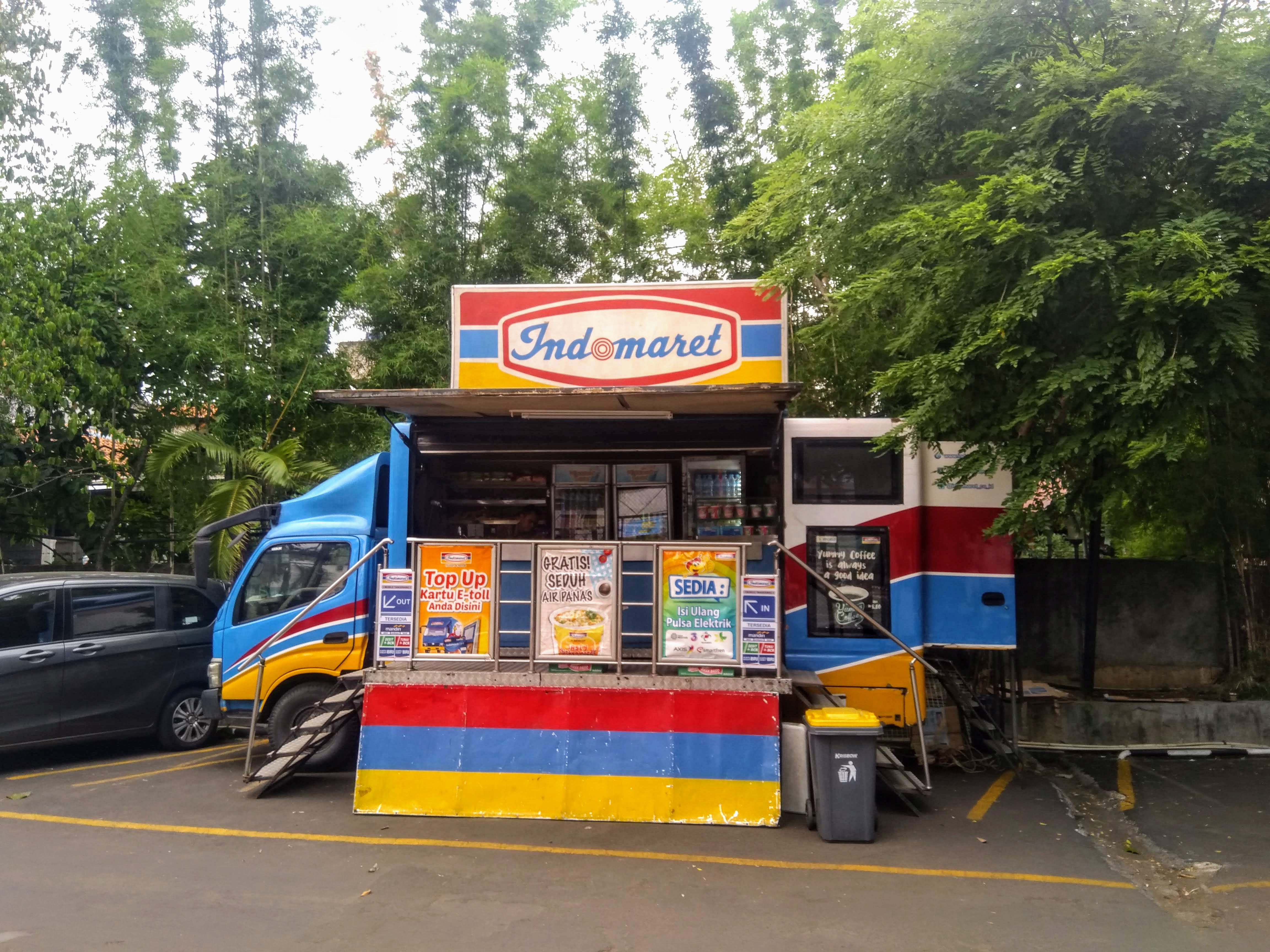
Продовольственный фургон Indomaret

Судоно Салим родился в городке Фуцин (сегодня входит в состав Фучжоу) в 1916 году. В 1936 году он присоединился к своим родственникам и переехал в Медан. Судоно занимался торговлей арахисовым маслом и гвоздикой, которая использовалась в сигаретах кретек, во время войны за независимость сблизился с Сухарто. В 1952 году Судоно перебрался в Джакарту и установил тесные связи с китайскими бизнесменами из Гонконга и Сингапура. Он расширил свой бизнес: его фабрика мыла стала одним из основных поставщиков индонезийской армии, позже Салим инвестировал в текстильный бизнес, в 1955 году основал Bank Central Asia. После того, как индонезийские военные национализировали все голландские активы (1957—1958), Судоно установил контроль над многими фирмами и стал ведущим бизнесменом страны на рынке гвоздики.  
В 1962 году была основана плантационная компания London Sumatra Indonesia (сегодня она управляет плантациями на Суматре, Яве, Калимантане, Сулавеси и является одним из крупнейших производителей пальмового масла, каучука, чая и какао). В 1976 году была основана Indomobil Investment Corporation (сегодня Indomobil Sukses Internasional является вторым по величине дистрибьютором автомобилей, мотоциклов и автозапчастей, представляет в Индонезии марки Suzuki, Nissan, Hino, Volkswagen, Audi, Renault, Renault Trucks, Volvo, Volvo Trucks, Mack Trucks, Foton, Kalmar и Manitou, а также через Suzuki Indomobil является четвёртым производителем автомобилей). В 1978 году была основана компания Fast Food Indonesia, которая начала развивать сеть ресторанов под брендом KFC (сегодня она является крупнейшей сетью ресторанов быстрого питания в стране). К концу 1970-х годов, благодаря тесным связям с окружением президента Сухарто, Salim Group контролировала крупнейшую бизнес-группу Индонезии и крупнейший розничный банк, являлась крупнейшим торговцем гвоздикой, крупнейшим производителем муки и цемента, а также выпускала автомобили, телевизоры, текстиль и нефтехимические продукты.   
В 1990 году была основана компания Indofood Sukses Makmur (сегодня является крупнейшей пищевой корпорацией Индонезии, которая выпускает лапшу быстрого приготовления, макароны, вермишель, снэки, кондитерские и молочные продукты, сухое молоко, муку, пальмовое масло, маргарин, соусы, бульоны, свежие овощи, прохладительные напитки, лечебные сиропы, детское питание, сахар и этанол).
В 1992 году Судоно Салим передал управление над Salim Group своему сыну Энтони. Также в 1992 году была основана компания Salim Ivomas Pratama (сегодня она является одной из крупнейших вертикально интегрированных компаний сельского хозяйства Индонезии, подразделения которой занимаются выращиванием масличных пальм, гевеи, сахарного тростника, производством пищевых масел, жиров, семян масличной пальмы, копры и сахара). В 1995 году была основана компания Dyviacom Intrabumi, предоставлявшая интернет-услуги (сегодня Indoritel Makmur Internasional специализируется на инвестициях, розничной торговле и потребительских товарах). Также в 1995 году была основана Foreign Investment Company (сегодня Nippon Indosari Corpindo с десятью фабриками является крупнейшим в стране производителем хлебобулочных изделий).
К 1997 году Salim Group объединяла более 500 компаний, в которых работало свыше 200 тыс. человек (активы группы составляли около 20 млрд долларов). После начала азиатского финансового кризиса и падения режима Сухарто в 1998 году семья Салим потеряла многие свои активы. Долги Salim Group перед правительством составляли 4,8 млрд долларов, власти установили контроль над Bank Central Asia (30 % акций которого контролировали сын и дочь Сухарто). Семья была вынуждена продать свою долю в филиппинской пивной группе San Miguel Corporation и часть активов в Сингапуре для покрытия долгов, а сам Судоно бежал через Сингапур в Лос-Анджелес после того, как протестующие сожгли его дом в Джакарте. Несмотря на кризис и политические изменения, семья Салим смогла сохранить контроль над самой прибыльной компанией Indofood. 
В 2001 году Salim Group продала вторую по величине цементную компанию страны Indocement Tunggal Prakarsa немецкой группе HeidelbergCement, в 2004 году продала свои медиа-активы, в том числе телевизионную группу Indosiar. Реструктуризировав Salim Group и закрыв все долговые вопросы, Энтони Салим вновь сумел вывести семейный конгломерат на лидирующие позиции в экономике Индонезии. В 2012 году в возрасте 95 лет Судоно Салим скончался в Сингапуре.

## Структура группы

Логотип компании Indofood — крупнейшего актива Salim Group

- Salim Ivomas Pratama (сельское хозяйство и пищевая промышленность)
- Indofood Sukses Makmur (крупнейший в мире производитель лапши быстрого приготовления)
- Nippon Indosari Corpindo (крупнейший в стране производитель хлебобулочных изделий)
- London Sumatra Indonesia (плантационное хозяйство)
- Indoritel Makmur Internasional (инвестиции и розничная торговля)
- Indomaret (крупнейшая в стране сеть мини-маркетов)
- Fast Food Indonesia (крупнейшая в стране сеть ресторанов быстрого питания под брендом KFC)
- Indomobil Sukses Internasional (автозавод Suzuki Indomobil в Бекаси, сеть автосалонов и магазинов автозапчастей)
- Indomobil Finance Indonesia (финансовые услуги)
- First Pacific (гонконгский актив группы)